# 扎利
扎利，塞浦路斯尼科西亚区的一个村庄，位于尼科西亚东南。人口1万余（2012年）。